# Dictionary of Irish Biography
El Dictionary of Irish Biography (Diccionario de biografía irlandesa (DIB)) es un diccionario biográfico de irlandeses notables y de personas que no nacieron en el país pero desarrollaron carreras notables en Irlanda, incluidas tanto Irlanda del Norte como la República de Irlanda.

## Historia
El trabajo fue supervisado por un consejo de editores que incluía a la historiadora Edith Johnston.
Fue publicado en papel en nueve volúmenes en 2009 por la Cambridge University Press en colaboración con la Royal Irish Academy (RIA), y contenía aproximadamente 9000 entradas. La versión de 2009 del diccionario también se publicó en línea a través de una suscripción digital y fue utilizada predominantemente por académicos, investigadores y funcionarios públicos. Una versión en línea es ahora de acceso abierto; se lanzó el 17 de marzo de 2021 (día de San Patricio), y se agregan nuevas entradas a dicha versión periódicamente. La financiación es de las bibliotecas de la Higher Education Authority, el Department of Foreign Affairs (Ireland), y el Dublin City Council (la Autoridad de Educación Superior, el Departamento de Asuntos Exteriores y las Bibliotecas del Consejo de la Ciudad de Dublín).
Las biografías varían de 200 a 15 000 palabras de longitud, con aproximadamente 11 000 entradas en total en marzo de 2021.
Para que los personajes puedan ser incluidos en el diccionario, deben haber fallecido al menos cinco años antes y haber nacido en la isla de Irlanda, o haber desarrollado una carrera significativa en el país.